# 高橋是賢
高橋 是賢（たかはし これかた、1877年（明治10年）3月14日 - 1949年（昭和24年）3月17日）は、日本の実業家、政治家、華族。貴族院子爵議員。

## 経歴
東京府出身。政治家・高橋是清の長男として生まれる。学習院高等科を修了。ベルギーに留学しブリュッセル大学政経科を卒業する。父・是清が衆議院議員選挙への出馬のため（有爵者には被選挙権がないので）戸主を隠居する形をとったのに伴い、1924年（大正13年）2月15日、家督を相続し子爵を襲爵した。
1932年（昭和7年）7月10日、貴族院子爵議員に選出され、研究会に属して1947年（昭和22年）5月2日の貴族院廃止まで在任した。
また、横浜正金銀行ロンドン支店詰行員、農商務大臣官房事務嘱託及び日本大博覧会事務嘱託、 日本酸素社長、日本理化工業社長、日本精工社長、大和醸造社長、東京火災保険監査役、中央賃金委員会委員、復興金融金庫設立委員などを務めた。墓所は多磨霊園(9-1-1)。

## 親族
- 妻 高橋愛子（黒木為楨二女）[1]
- 長男 高橋賢一（北海道議会議員・高橋農場場主）[1]
- 次男 高橋豊二（サッカー選手）[1]